# 哈佛牙醫學院
哈佛牙醫學院，又譯口腔醫學院或牙科醫學院，為一所位於波士頓長木醫學區的牙醫學院，亦為哈佛十一所學術學院之一。就如哈佛及很多其他美國大學的專業學院一樣，牙醫學院只接受本科畢業生的入讀申請，故屬研究院性質。哈佛牙醫學院與其他哈佛的學術學院有緊密的聯繫，除了本身的牙醫博士課程之外，其也為學生提供其他不同的訓練課程，如與文理學院合作的哲學博士，及與醫學院合作的醫療科學碩士與博士課程等等。

## 外部連結
- （英文） The Forsyth Institute（福塞斯研究中心）（页面存档备份，存于）
- （英文） Harvard Odontological Society（哈佛牙醫學會）（页面存档备份，存于）
- （英文） Harvard Dental Center（哈佛牙科中心）